# Mantra

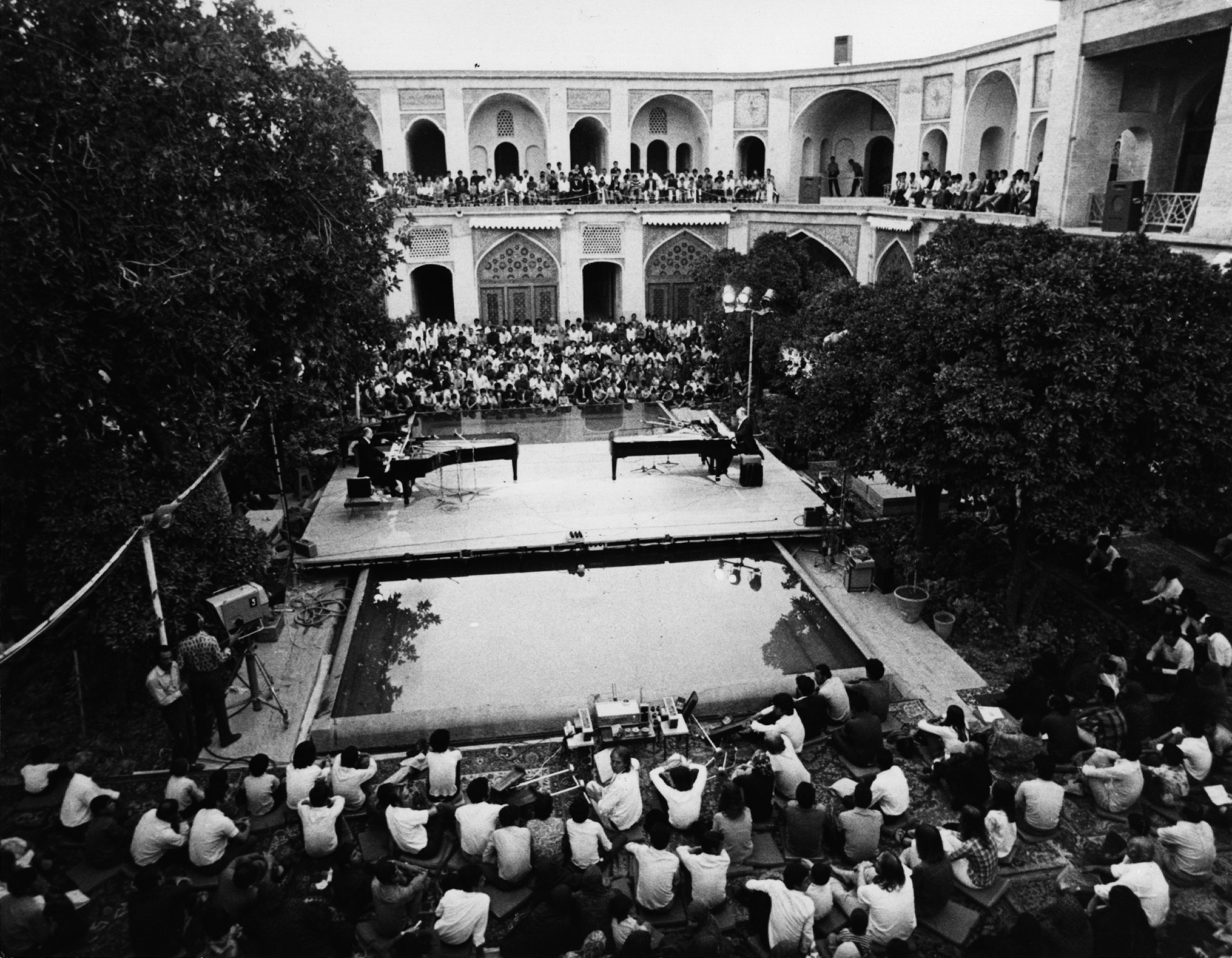
Виконання твору у 1972 р.

Mantra — твір Карлгайнца Штокгаузена для двох фортепіано і електроніки, написаний у 1970 р.. Окрім фортепіано, кожен з виконавців грає також на перкусійних інструментах: дерев'яних коробочках та кроталях, керує електронною обробкою звуку, і у деяких місцях використовує свій голос.
Електронна обробка звуку Mantra відбувається з допомогою спеціально сконструйованого для цього твору пристрою під назвою «Module 69B», що поєднує в собі кільцеву модуляцію з фільтром і компресором.
В основі композиції — «формула» (серія) з 13-ти нот, де остання нота повторює першу. Крім того, звуки цієї серії обігруються й орнаментуються, а сама серія ділиться паузами на 4 фрагменти. Уся композиція твору є похідною від структури цієї серії. Такий підхід до композиції є в основі техніки суперформули, яку Штокгаузен широко застосовує пізніше у циклі LICHT.